# P·L·卓華斯
海倫·林登·戈夫，OBE[?]（1899年8月9日—1996年4月23日），筆名P·L·卓華斯（P. L. Travers），全稱彭美拉·林登·卓華斯（Pamela Lyndon Travers），來自澳洲的英國作家，以20世紀三十年代到八十年代撰寫的一系列《瑪麗·包萍》小說聞名，小說其後於1964年被改編成為華特迪士尼音樂劇電影《歡樂滿人間》。
卓華斯早年在澳洲生活，自少已在報章發表詩文和在巡迴劇團從事演藝工作。她在1924年移居英國，結交不少愛爾蘭文人，多年來在一些雜誌和周刊發表戲劇評論、詩詞和旅遊見聞，也有不少小說作品，但以《瑪麗·包萍》小說系列最廣為人知。《瑪麗·包萍》小說系列共有八集，故事主角瑪麗·包萍以一身傳統英式褓姆打扮，運用魔法為班克斯一家解決困難，形象深入民心，使作品成為20世紀英國兒童文學的代表作之一。
不過，卓華斯從不認為《瑪麗·包萍》是兒童文學，她視作品為自己童年的倒影，故事內容也包含不少陰暗面和神秘元素，與後來迪士尼電影版本那種充滿歡樂和樂韻悠揚的氣氛，顯得大相逕庭。儘管卓華斯憑藉電影《歡樂滿人間》在商業上的成功賺取豐厚的回報，但她始終十分不滿迪士尼對故事的處理手法，並作出不少批評。電影在1964年上演後，她終身拒絕荷里活提出拍攝電影續集的建議。
除了寫作以外，卓華斯對神秘主義和民俗學擁有濃厚的興趣，涉足過基督宗教、禪宗和伊斯蘭教密契主義下的蘇菲派分支等領域。終身不婚的她在生前有多段男女感情關係，後於1940年領養一名男嬰作為養子。

## 生平

### 早年生涯
卓華斯本名海倫·林登·戈夫，1899年8月9日生於昆士蘭殖民地（澳洲昆士蘭省前身）瑪麗伯勒，父親名叫卓華斯·羅伯特·戈夫（Travers Robert Goff，1863年－1907年），生於英國倫敦，具有愛爾蘭血統，原本在倫敦任職文員，隨後移民昆士蘭，曾經在蔗糖農場工作，後來又當上一家銀行的經理。卓華斯的母親名叫瑪嘉烈·阿格尼絲·莫爾黑德（Margaret Agnes Morehead，1874年－1928年），具有蘇格蘭和愛爾蘭血統，其祖父羅伯特·阿奇博爾德·莫爾黑德（Robert Archibald Morehead）在1841年由蘇格蘭移民澳洲擔任蘇格蘭澳洲公司經理；叔父博伊德·鄧洛普·莫爾黑德（Boyd Dunlop Morehead）曾任昆士蘭總理。

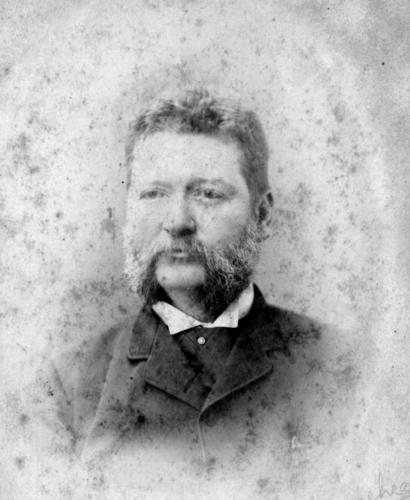
卓華斯的舅公博伊德·鄧洛普·莫爾黑德

卓華斯在家中排行最大，家人都愛以她的中間名「林登」簡稱她作「金蒂」（"Ginty"）。她有兩名胞妹，分別取名芭芭拉·「比迪」（Barbrar "Biddy"，1902年－1979年）和西塞莉·瑪嘉烈·「莫亞」（Cicely Margaret "Moya"，1905年－1987年）。卓華斯童年家境富裕，居於市內洋房，而且擁有傭人和馬車。可是，父親有酗酒問題，加上銀行業務欠佳，他在1902年被調往布里斯本降職為文員，一家被迫遷到當地市郊的村屋，而且不得不依賴親戚接濟。到1907年，卓華斯的父親在她只有七歲半的時候病逝，一家生活更是陷入困頓，結果她跟隨母親和兩名胞妹搬到新南威爾斯省悉尼南面郊區鮑勒爾（Bowral），與她富有的外姑婆海倫·克里斯蒂娜·莫爾黑德（Helen Christina Morehead）同住。
卓華斯10歲以前在鮑勒爾的文法學校接受教育，隨後升讀悉尼的諾曼赫斯特私立女子學校（Normanhurst Private Girls School）過寄宿生活。她從少便喜愛撰寫詩句和仿傚新聞報導文筆的文章，詩詞風格受到W·B·葉芝的影響，在學期間她還開始在澳洲不同的雜誌和報章發表作品，當中包括《公告雜誌》（The Bulletin）和《三合雜誌》（The Triad）等。她也曾經有兩年時間為悉尼一份地方報紙執筆撰寫人物特寫欄位。
從學校畢業後，卓華斯在外姑婆的穿針引線下獲安排到澳洲煤氣照明公司的出納部任職秘書，但她很快就厭倦處理文書和數字的刻版生活。辭工後，她在1921年加入新南威爾斯的艾倫·威爾基莎士比亞巡迴劇團（Allan Wilkie Shakespearian Touring Company），擔演她喜愛的戲劇、演藝和舞蹈角色。在此以前，她讀書的日子已參與過不少戲劇表演，並曾得到來自英國的戲劇導師勞倫斯·坎貝爾（Lawrence Campbell）指導。卓華斯在巡迴劇團中以「P·L·卓華斯」之名登台，這個名字在她早年於雜誌和報章發表作品的時候已開始使用作為筆名，取名自與她關係十分要好和對她影響很大的父親，除了作為對父親的紀念，同時希望以筆名保持低調和保障私隱。

### 海外發展
雖然卓華斯的父親是在倫敦出生，也沒有純正的愛爾蘭血統，但受到父親的影響，她認定自己是一名從母系繼承蘇格蘭血統的愛爾蘭人，她特別喜愛自己具愛爾蘭色彩的中間名「林登」，也很嚮往到愛爾蘭生活。她從少就希望離開那個她視作化外之地的澳洲，又認為自己在澳洲出生是一個「錯誤」。在這種背景驅使下，聲稱身上「只帶著10英鎊」的卓華斯在1924年隻身前往英國倫敦，並很快得到《愛爾蘭政治家周刊》（Irish Statesman）的編輯喬治·羅素（George Russell，筆名「A.E.」）賞識，邀請她由1924年至1928年間在周刊發表詩詞。

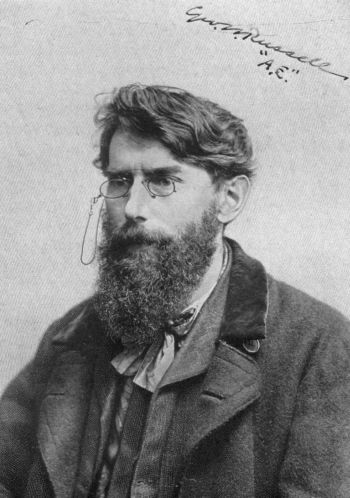
喬治·羅素（A.E.）

透過羅素的人脈關係，卓華斯很快融入了倫敦文藝界的社交圈子，她除了在倫敦結識愛爾蘭小說家喬治·摩爾（George Moore），又跟隨羅素遊歷愛爾蘭，在都柏林結交W·B·葉芝等詩人和作家，這些遊歷和交往使她對凱爾特民俗和東方神秘主義產生濃厚的興趣，對其日後的寫作風格帶來深遠的影響。在二十年代中期，卓華斯還曾經遊歷法國楓丹白露，在那裡追隨俄羅斯神秘主義者喬治·葛吉夫，其後又到瑞士跟卡爾·榮格學習心理學。
隨著《愛爾蘭政治家周刊》在1930年停刊，卓華斯在羅素引薦下於三十年代在A·R·奥雷吉（A. R. Orage）主編的《新英文周刊》（The New English Weekly）發表戲劇評論、詩詞和旅遊見聞，並於1934年出版《莫斯科短途旅行》（Moscow Excursion）一書。這時期的卓華斯繼續與羅素維持緊密的聯繫，直到羅素在1935年逝世為止。
1939年第二次世界大戰爆發後，卓華斯在1940年前往美國逃避戰亂，到1945年二戰結束後才返回英國。僑居美國期間，她曾在紐約曼哈頓受聘於英政府資訊部，另外又以兩名兒童在二戰時從英國撤退到美國的故事為題材，在1941年出版小說《從海路去、從陸路去》（I Go by Sea, I Go by Land），以及在1941年、1943年和1944年分別發表《薩斯嬸嬸》（Aunt Sass）、《阿黃》（Ah Wong）和《強尼·德拉尼》（Johnny Delany）三本故事書作為私人禮物轉贈與親友，這三本書都以她的生活背景為題材，頭一本的靈感源自與她少時同住的外姑婆，後兩本書的靈感則分別來自她小時候的家廚和僕人。
在美期間，卓華斯在任職美國政府印第安事務專員的朋友約翰·科利爾（John Collier）邀請下，曾到美國西部遊歷，分別與納瓦霍族、霍皮族和蒲蘆族的印第安人生活，學習他們的神話和民俗。她與蒲蘆族人告別時，還特別獲族人頒授一個屬於她的蒲蘆族秘密名稱。卓華斯認為這個名稱十分有意義，因為「名稱不單是人的一部份，而且對每人而言是非常私人的事」。

### 《瑪麗·包萍》

#### 創作靈感
卓華斯多年來撰寫不少小說作品，但最廣為人知的，要算她的《瑪麗·包萍》小說系列。故事以愛德華時代的英國倫敦為背景，講述一名叫瑪麗·包萍的褓姆，擔著黑色的雨傘乘東風從天而降，來到櫻樹里17號班克斯一家，運用魔法為他們打理好家務，管教好家中頑皮的子女，還帶來很多神奇的經歷，把原來亂成一團的班克斯家恢復秩序，一向埋首專注銀行工作的父親也重拾父愛，不再忽略家中孩子。就在一切都處理妥當後，包萍褓姆在故事尾聲乘著風勢轉變，擔著傘子飛向空中，與班克斯一家道別。
卓華斯憑藉在1934年出版《瑪麗·包萍》而一舉成名，該書銷量除了高達數百萬本以外，還被翻譯上20多種語言；此外，瑪麗·包萍一身傳統英式褓姆打扮、時刻打著一把黑色的鸚鵡手柄雨傘和手提一個舊式氈製旅行包的形象，在各地更是深入民心，被視為英國近代童畫故事的代表作之一。繼1934年的《瑪麗·包萍》以後，卓華斯又先後發表多本續集，當中包括在1935年出版的《瑪麗·包萍回來了》（Mary Poppins Comes Back）、1944年出版的《瑪麗·包萍開門了》（Mary Poppins Opens the Door）、1952年的《瑪麗·包萍在公園》（Mary Poppins in the Park）、1963年的《瑪麗·包萍A到Z》（Mary Poppins from A to Z）、1975年的《瑪麗·包萍在廚房》（Mary Poppins in the Kitchen）、1982年的《瑪麗·包萍在櫻樹里》（Mary Poppins in Cherry Tree Lane）、以及最後在1989年出版的《瑪麗·包萍與鄰家》（Mary Poppins and the House Next Door）。
雖然《瑪麗·包萍》系列被廣泛視作一部成功的兒童文學作品，但卓華斯不喜歡作品被標籤為兒童文學，認為難以為一般文學和兒童文學訂下分界，並強調《瑪麗·包萍》從不是為兒童而寫。兒童文學評論家約翰·羅爾·湯森（John Rowe Townsend）認為《瑪麗·包萍》成功展示一種似是而非的幽默感，但認為故事扭曲了英國傳統家庭生活的實貌；另一位兒童文學作家珍·約倫（Jane Yolen）則讚揚卓華斯筆下的瑪麗·包萍構造了一個浩瀚的奇幻世界，並將之透過文學展現在年輕讀者眼前。事實上，故事的細節含有不少陰暗面和奇幻元素，配合富詩意和神秘色彩的筆觸，構造一個從不過時的空間，並融入活生生的角色，使成人和小童都被故事內容所吸引；卓華斯還曾經指出《瑪麗·包萍》的故事也滲入了禪宗的元素。
卓華斯沒有確切解釋《瑪麗·包萍》的靈感來源，她表示過故事靈感源於一場大病過後，感覺到「她走來逗我開心」，而且「陪伴我的時間長得可以把她寫下來」。她又指作品是上帝賜予的禮物，並引用C·S·路易斯的說法認為「世上只有一位造物主，我們只是把祂給我們的材料混合在一起」。不過，卓華斯也曾表示「瑪麗·包萍就是我一生的故事」，「就像風吹窗簾一樣，在我的一生中瑪麗·包萍的念頭在我的腦海中徘徊」；研究卓華斯生平的傳記作家瓦萊麗·羅遜（Valerie Lawson）相信，《瑪麗·包萍》是卓華斯童年生活的寫照，故事中任職銀行的班克斯，其實就是她的父親；透過在故事投射她不愉快的童年經歷，她創造了包萍褓姆這個角色來改寫結局。
羅遜又指出，現實中的包萍褓姆可能就是少時與她同住的外姑婆海倫·莫爾黑德；海倫終身不婚，形象也與故事中包萍褓姆的造形相似，再加上卓華斯少時與外姑婆關係要好，一家人愛稱呼她為「埃莉姨姨」（"Aunt Ellie"），由此可見包萍褓姆未必是完全虛構出來的角色。至於瑪麗·包萍為何會從天而降，羅遜提到卓華斯小時候曾給胞妹作了一個故事，內容關於一隻沒有翼也會飛的白馬，在天空飛翔的情節可能就是由此萌生。此外，也有研究《瑪麗·包萍》的評論認為，卓華斯喜愛J·M·巴里爵士筆下《小飛俠》的奇幻元素，因此《瑪麗·包萍》或多或少也受到《小飛俠》的啟發。

#### 搬上銀幕
《瑪麗·包萍》小說系列也引起了美國影視大亨華特·迪士尼的注意。早在1945年，華特迪士尼公司已開始與當時身在美國的卓華斯接洽，商討向她取得版權把故事拍成電影；可是，卓華斯一向對荷里活電影不感興趣，因此多年來都沒有接受迪士尼方面的建議。一直到1961年，隨著她的小說銷量見頂，收入倒退，開始無法維持高尚的生活，卓華斯才勉強地接受與華特·迪士尼合作，到美國加州洛杉磯與迪士尼洽談細節。
雖然迪士尼方面提出向卓華斯支付10萬美元購買電影版權，額外讓她取得電影總收益的5%和劇本內容的決定權，但她面對極為優厚的條款卻是不為所動。在前後兩星期與劇組的商討中，她對劇本內容和構思作出不少批評和挑剔，她除了堅持反對電影版本加入任何動畫元素，對電影中的歌曲顯得負面，劇本對白也被她改動不少，全部商討過程更在她的要求下被錄音。她還常執著於一些電影細節，例如堅持瑪麗·包萍在電影中的購物清單絕不可以有「木薯澱粉」等。經過長時間的交涉，卓華斯最終還是接受了劇本，但她此後後對電影劇本仍有很多不滿，例如她反對電影情節「美國化」，又堅持主要角色都要由英國人擔演等。
另一方面，華特·迪士尼也被卓華斯不合作的作風嚇倒，因此當電影《歡樂滿人間》在1964年拍成上演的時候，迪士尼方面只打算邀請卓華斯出席英國的首映禮，以免她到荷里活的正式首映禮造成更多尷尬。不過，卓華斯知悉事件後卻是十分不滿，表明要親自出席荷里活的首影禮，結果使迪士尼方面大感尷尬，最後要由迪士尼一名董事親自把請柬送到倫敦，才能平息事件。1964年8月27日，卓華斯、華特·迪士尼夫婦和主要演員茱莉·安德絲等人出席在荷里活星光大道中國戲院舉行的正式首映禮；在電影放映期間，卓華斯不知何故哭泣，以及在電影放映完畢後質問華特·迪士尼為何電影中還有動畫情節，並要求即時刪走動畫部份，再次令迪士尼大感尷尬。面對她的質問，華特·迪士尼只能幽默地回應「彭美拉，船已經開走了」，然後再接受其他嘉賓和觀眾的歡呼和道賀。
《歡樂滿人間》在上映當年是一部空前成功的音樂劇電影，電影不單止廣受好評，而且還在奧斯卡頒獎典禮囊括五個獎項，也是1965年最賣座的電影之一。儘管如此，電影的成功沒有改變卓華斯的看法，她認同電影版本的劇情大致上符合原著情節，但她討厭荷里活電影對故事的處理手法，不滿電影配上悅耳歡樂的音樂，抹去原著所有陰暗面和神秘元素；由茱莉·安德絲飾演的瑪麗·包萍樣子甜美、溫婉善良和擁有動人的歌喉，與原著版本嚴苛和間中令人望而生畏的老婦形象，更是大相逕庭。由於電影版本在她的眼中與原著落差太大，她批評電影版本「令她相當不快」。在1981年接受《泰晤士報》的專訪當中，她表示自己「需要極大的意志力才能夠忍受那部電影」，她說自己雖然相當欣賞華特·迪士尼，但強調「那部電影活在自己的世界，而各部原著也活在他們自己的世界。兩者的世界互不相干」。
繼1964年上演的《歡樂滿人間》後，卓華斯終身都堅拒應荷里活方面的建議為《瑪麗·包萍》小說系列拍攝續集，但她倒在臨終前的1995年批准英國音樂劇製作人卡梅倫·麥金塔爵士把《瑪麗·包萍》改編成為音樂劇，條件是不可以有任何美國出生的編劇參與製作；經過多年籌備後，《瑪麗·包萍》音樂劇最終在2004年和2006年分別在倫敦西區和美國紐約百老匯公演（紐約百老匯版後於2013年落畫）。有關卓華斯與迪士尼方面商討《瑪麗·包萍》電影版權的事蹟，則由華特迪士尼公司在2013年拍成電影《大夢想家》（Saving Mr. Banks）。

### 晚年生涯
《歡樂滿人間》在商業上甚為成功，歷年來衍生的總收益高達9,000萬英鎊，獲分得5%收益的卓華斯連帶獲得鉅額財富，也頓時解決她面對的財政問題。此後，卓華斯在1965年再一次前往美國，獲聘到麻省劍橋的拉德克利夫學院擔任駐院訪問作家，翌年改往北安普敦的史密斯學院擔任同一教職，復於1970年轉到加州克萊蒙特的斯克里普斯學院擔任克拉克講師（Clarke lecturer），至1977年才退休返回英國。
僑居美國期間，卓華斯不單開班講授和分享寫作心得，還繼續撰寫多部小說。除《瑪麗·包萍》小說系列以外，她在1963年出版小說《馬槽中的狐狸》（The Fox at the Manger）、1971年又以印度神猴哈奴曼為靈感出版三部小說《猴子朋友》（Friend Monkey）、1975年出版《關於睡公主》（About the Sleeping Beauty），以及在1980年出版小說《兩對鞋》（Two Pairs of Shoes），但這些小說都不如《瑪麗·包萍》系列成功和為人所知。為表揚她多年來在文學創作方面的表現，卓華斯在1977年獲英廷頒授OBE勳銜，美國賓夕凡尼亞州匹茲堡的查塔姆學院也在翌年向她頒授榮譽文學博士學位。
卓華斯也沉醉於研究神祕主義，並由1976年起不時在以該領域為主題的美國期刊《拋物線》（Parabola）發表文章。這些文章後來結集成書，收錄到在1989年最後出版的《蜜蜂知道甚麼》（What the Bee Knows）一書中。晚年的卓華斯身體狀況倒退，1996年4月23日卒於倫敦切爾西豪宅區蕭菲爾德街29號（29 Shawfield Street）寓所，終年96歲，當天正好是聖喬治日；她的葬禮隨後於同年5月1日五朔節在切爾西的基督教堂舉行。根據她的遺願，其遺體經火化後被安葬於一處秘密地點，以免《瑪麗·包萍》小說系列的讀者前往憑弔。有關她生前的私人書信和相關文獻，主要存放於澳洲新南威爾斯省立圖書館米切爾分館。

## 個人生活
卓華斯終生不婚，但曾經有多段男女感情關係。後人的研究指出，她早年有可能先後與她的戲劇導師勞倫斯·坎貝爾和《愛爾蘭政治家周刊》編輯喬治·羅素兩名有婦之夫發展婚外情。她後來經羅素介紹又認識劇作家法蘭西斯·伯南德爵士（Sir Francis Burnand）的女兒瑪奇·伯南德（Madge Burnand），兩人曾經在倫敦一個單位共賦同居，到1932年還一起搬到薩塞克斯郡一所茅頂別墅同住，而卓華斯就是在那裡寫成第一本《瑪麗·包萍》小說。與瑪奇同居約10年後，卓華斯改為與傑茜·奧雷奇（Jessie Orage）一起，傑茜的已故丈夫正是曾經與卓華斯合作的《新英文周刊》主編A·R·奥雷吉（A. R. Orage）。不久以後，她再與愛爾蘭男詩人法蘭西斯·麥克納馬拉（Francis McNamara）發展感情關係；可是，麥克納馬拉的感情關係與卓華斯同樣複雜，兩人最終在1937年分手。
卓華斯多段感情都沒有結果，但年紀漸大的她卻一直渴望擁有孩子。1940年，已年滿40歲的卓華斯在前度男友麥克納馬拉安排下來到愛爾蘭都柏林基勒尼（Killiney），希望領養一個擁有愛爾蘭血統、而且來自具文藝家庭背景的男孩。卓華斯看中了文學家約瑟夫·蒙塞爾·霍恩（Joseph Maunsel Hone）一家，由於年老的霍恩與妻子無力撫養兒子與媳婦離家出走後遺下的七名子女，所以打算讓卓華斯領養一對剛剛在1939年出生的雙生兒安東尼（Anthony）和卡美盧斯（Camillus）。然而，沉迷神秘主義的卓華斯卻根據加州一名占星師從塔羅牌得出的建議，決定只領養較年輕的卡美盧斯。
卓華斯視自己為卡美盧斯的「瑪麗·包萍」，對他視如己出，除了帶他回倫敦供書教學外，又不時一起到國外四處遊歷，他後來還考上牛津大學新學院。可是，卡美盧斯的雙生兄長安東尼在他17歲那年親自走到他的倫敦寓所相認，使兩母子的關係產生極大的變化。這次相認使卡美盧斯首次得悉自己的真正身世，也明白卓華斯其實不是他的生母，所以受到很大的打擊。自此以後，卡美盧斯因為多次曠課而被迫從牛津大學退學，其後又沉迷酗酒，更因為酒後危險駕駛曾被判監六個月。雖然卡美盧斯後來成家立室，而且在生活上得到卓華斯的接濟，但兩人關係疏離。長年酗酒的卡美盧斯在2011年逝世，終年72歲；而同樣有酗酒問題的雙生兄長安東尼則在2005年逝世。

## 個人風格
卓華斯對神秘主義和民俗學擁有濃厚的興趣，早年的她愛研究基督宗教，其後把興趣轉到禪宗，並曾多次前往日本學習。步入晚年，她又對伊斯蘭教密契主義下的蘇菲派分支產生興趣。另一方面，卓華斯十分重視私隱和著意把自己的個人生活保密，她認為正如很多古典詩詞都是由「無名氏」撰寫一樣，以「P·L·卓華斯」為筆名的其中一個原因就是不希望讀者知道她的真實姓名和背景。
源於對個人私隱的重視，卓華斯也對傳記文學感到厭惡。她說過「濟慈先生在早餐吃過哪一種麥片粥是毫不重要的」，並質疑「傳記根本毫無用處」。終其一生，她都堅信搜集傳記資料毫無意義，對探究文學意義也沒有作用。因此她每當接受訪問的時候，往往十分抗拒在訪問中談及她的個人生活和家庭背景，即使要談及的時候，也常常提供虛構和不實的答案，例如把自己的出生年份說成1906年而非1899年。
在文學風格方面，不論是《瑪麗·包萍》系列小說，抑或是其他作品，卓華斯都展露出一種用詞精準而且富有情感的文筆，並充滿神秘和密契的元素，背後代表人類經驗之間的緊密聯繫，以及對真理的無盡追求。她曾說「很多詞句對我來說就像每天吃的麥片粥，但他們往往慢慢的開展生命，正如我後來所知，被引用到一首詩詞當中、或是成為一齣芭蕾舞的其中一個片段」。卓華斯在她的小說中還追求E·M·福斯特提出「只有聯繫」（"Only Connect"）的觀念，認為要透過聯繫自己的心靈和思想，才可以把生活的片段拼湊在一起；也就是說只有生活充滿聯繫，才可以形容她的世界和她在這個世界的位置。

## 部份著作

### 《瑪麗·包萍》系列
- Mary Poppins. London: Gerald Howe, 1934. 
  - （直譯：《瑪麗·包萍》。倫敦：傑拉德·何奧，1934年。）
- Mary Poppins Comes Back. London: L. Dickson & Thompson Ltd. 1935. 
  - （直譯：《瑪麗·包萍回來了》。倫敦：L·迪克遜及湯普森公司，1935年。）
- Mary Poppins Opens the Door. London: Peter Davies, 1944. 
  - （直譯：《瑪麗·包萍開門了》。倫敦：彼得·戴維斯，1944年。）
- Mary Poppins in the Park. London: Peter Davies, 1952. 
  - （直譯：《瑪麗·包萍在公園》。倫敦：彼得·戴維斯，1952年。）
- Mary Poppins from A to Z. London: Collins, 1963. 
  - （直譯：《瑪麗·包萍A到Z》。倫敦：科林斯，1963年。）
- Mary Poppins in the Kitchen. New York & London: Harcourt Brace Jovanovich, 1975. ISBN 978-0-15252-898-0
  - （直譯：《瑪麗·包萍在廚房》。紐約及倫敦：哈科特·布雷斯·祖雲奴域，1975年。）
- Mary Poppins in Cherry Tree Lane. London: Collins, 1982. ISBN 978-0-00181-112-6
  - （直譯：《瑪麗·包萍在櫻樹里》。倫敦：科林斯，1982年。）
- Mary Poppins and the House Next Door. New York: Delacorte Press. 1989. ISBN 978-0-38529-749-3
  - （直譯：《瑪麗·包萍與鄰家》。紐約：德拉科特出版社，1989年。）

### 其他作品
- Moscow Excursion. New York: Reynal & Hitchcock, 1934.
  - （直譯：《莫斯科短途旅行》。紐約：雷納爾及希契科克，1934年。）
- I Go by Sea, I Go by Land. London: Peter Davies, 1941.
  - （直譯：《從海路去、從陸路去》。倫敦：彼得·戴維斯，1941年。）
- Aunt Sass. New York: Reynal & Hitchcock, 1941.
  - （直譯：《薩斯嬸嬸》。紐約：雷納爾及希契科克，1941年。）
- Ah Wong. New York: Reynal & Hitchcock, 1943.
  - （直譯：《阿黃》。紐約：雷納爾及希契科克，1943年。）
- Johnny Delaney. New York: Reynal & Hitchcock, 1944.
  - （直譯：《強尼·德拉尼》。紐約：雷納爾及希契科克，1944年。）
- The Fox at the Manger. London: Collins, 1963.
  - （直譯：《馬槽中的狐狸》。倫敦：科林斯，1963年。）
- Friend Monkey. London: Collins, 1972. ISBN 978-0-00195-240-9
  - （直譯：《猴子朋友》。倫敦：科林斯，1972年。）
- About the Sleeping Beauty. London: Collins, 1975. ISBN 978-0-00216-027-8
  - （直譯：《關於睡公主》。倫敦：科林斯，1975年。）
- Two Pairs of Shoes. New York: Viking Press, 1980. ISBN 978-0-67073-677-5
  - （直譯：《兩對鞋》。紐約：維京出版社，1980年。）
- What the Bee Knows. London: Penguin books, 1989. ISBN 978-0-14019-466-1
  - （直譯：《蜜蜂知道甚麼》。倫敦：企鵝圖書，1989年。）

## 榮譽

### 殊勳
- 以下列出榮譽全稱及縮寫：^ 
  - 英帝國官佐勳章（O.B.E.） （1977年元旦授勳名單[29]）

### 榮譽學位
- 榮譽文學博士
  - 查塔姆學院 （美國，1978年[22]）

## 注腳
1. 1 2 3 4 5 6 7 8 9 10 11 12 13  Alton (2004), p.632.
2. 1 2 3  Lawson (2013), p.23.
3. 1 2  Lawson (2013), p.15.
4. ↑  Lawson (2013), p.21.
5. ↑  Lawson (2013), p.118.
6. 1 2 3 4 5 6 7 8 9  Fox (25 April 1996)
7. ↑  Lawson (2013), p.18.
8. ↑  Lawson (2013), p.22.
9. 1 2  Lawson (2013), p.29.
10. ↑  Lawson (2013), p.30.
11. ↑  Lawson (2013), p.349.
12. ↑  Lawson (2013), p.379.
13. 1 2 3 4 5 6 7 8 9 10 11 12 13 14 15 16 17 18  Jones (25 October 2013)
14. ↑  Lawson (2013), p.46.
15. ↑  Lawson (2013), pp.47-48.
16. 1 2 3  Brody (2013)
17. 1 2 3  Kent (4 May 1996)
18. 1 2 3  Saunders (June 2010)
19. 1 2 3 4 5 6 7 8 9 10 11 12 13 14 15 16 17 18 19 20  Rainey (29 November 2013)
20. 1 2 3 4 5 6 7 8 9 10 11 12 13 14 15 16 17 18 19 20 21 22 23 24  Guppy and Vallance (25 April 1996)
21. 1 2 3 4 5 6 7 8 9 10 11 12  Flanagan (19 December 2005)
22. 1 2 3 4 5 6 7 8 9 10 11 12 13 14 15 16 17 18 19 20 21 22 23 24 25 26 27 28 29  Alton (2004), p.633.
23. ↑  Lawson (2013), p.201.
24. 1 2 3  "P.L. Travers; Author of 'Mary Poppins'" (25 April 1996)
25. 1 2 3 4 5 6 7 8 9 10 11 12 13 14 15 16 17 18  Das (25 October 2013)
26. 1 2 3  McDonald (18 December 2013)
27. ↑  Lawson (2013), p.19.
28. 1 2 3  Picardie (28 October 2008)
29. 1 2  "Supplement to Issue 47102 （页面存档备份，存于）", London Gazette, 30 December 1976, p.12.

## 外部連結
- 在Find a Grave上的P·L·卓華斯
- Nine "Mary Poppins" facts "Saving Mr. Banks" did not get right, hypable, 10 January 2014
- Travers, PL, , , London: Purnell, 1970–1971  [2014-02-15], （原始内容存档于2014-02-27）, 12 vol., reprinted on the International Gurdjieff Review（页面存档备份，存于）
- (PDF),  (PDF), New South Wales: State Library,   [2014-02-03], （原始内容 (PDF)存档于2014-09-12）
- Flanagan, Caitlin, , The New Yorker, 2005-12-12  [2014-02-03], （原始内容存档于2014-02-18）.
- Bostridge, Mark, , The independent